# Capitaine Corelli
Pour plus de détails, voir Fiche technique et Distribution.
Capitaine Corelli (titre original : Captain Corelli's Mandolin) est un film britanno-franco-américain réalisé par John Madden et sorti en 2001. Il est adapté du roman La Mandoline du capitaine Corelli de Louis de Bernières, paru en 1993, qui revient notamment sur le massacre de la division Acqui.
Le film reçoit des critiques globalement négatives et ne rencontre pas de succès commercial.

## Synopsis
Durant la Seconde Guerre mondiale, le capitaine Antonio Corelli dirige une garnison italienne de la 33e division d'infanterie Acqui. Il prend position en Grèce occupée, sur l'île de Céphalonie. Après s'être installé dans la maison du Dr Iannis et de sa fille Pelagia, il charme facilement la population et la fille du docteur. Mais celle-ci attend son bien-aimé, un militaire de l'armée grecque. Alors qu'il souhaite rester dans cette île qu'il finit par chérir, les troupes italiennes sont prêtes à partir, le capitaine Corelli doit faire un choix entre sa patrie et Pelagia et doit faire face à sa conscience.
Le gouvernement italien se rend aux Alliés et les troupes italiennes se préparent joyeusement à rentrer chez elles. Cependant, leurs alliés d'antan, les Allemands, insistent pour les désarmer, de manière intempestive et violente. Les Grecs, également exposés à la brutalité des Allemands, s'entendent avec les Italiens pour utiliser leurs armes dans une résistance brève mais vaine. Pour ce fait, le haut commandement allemand fait fusiller des milliers de soldats italiens comme traîtres. Corelli survit grâce un de ses soldats qui le protège de la fusillade avec son corps avant de tomber mort sur lui. Mandras retrouve Corelli, toujours vivant parmi le tas de soldats massacrés, et l'emmène chez Pelagia afin que son père puisse le soigner. Mandras, rétabli, embarque pour s'échapper de l'île. À la suite des questions de Pelagia, Mandras admet qu'il a sauvé Corelli du tas de soldats morts parce qu'il voulait raviver leur amour. Mais cela ne sert à rien et le couple se sépare. Lors d'un de ses retour à Céphalonie, Mandras avoue à Pelagia qu'il n'a jamais répondu à ses nombreuses lettres d'amour parce qu'il est analphabète.
En 1947, Pelagia reçoit un colis d'Italie contenant un disque de la mélodie que Corelli a écrite pour elle, mais aucune note. Un tremblement de terre détruit une grande partie du village, y compris la maison du médecin, mais la vie sur l'île continue et, peu de temps après, Corelli retourne chez Pelagia.

## Fiche technique
- Titre francophone : Capitaine Corelli
- Titre original : Capitaine Corelli's Mandolin
- Réalisation : John Madden
- Scénario : Shawn Slovo, d'après le roman La Mandoline du capitaine Corelli de Louis de Bernières
- Décors : John Bush
- Costumes : Alexandra Byrne
- Montage : Mick Audsley
- Musique : Stephen Warbeck, ainsi que des compositions de Giuseppe Verdi, Giacomo Puccini et Teodoro Cottrau
- Producteurs : Tim Bevan, Eric Fellner, Mark Huffam et Kevin Loader
- Sociétés de production : Universal Pictures, Studiocanal, Miramax, Working Title Films, Free Range Films
- Sociétés de distribution : Universal Pictures, Bac Films (France), Buena Vista International (Royaume-Uni), United International Pictures (UIP)
- Budget : 57 millions de dollars[1]
- Pays de production :  Royaume-Uni,  France,  États-Unis
- Format : couleur
- Durée : 131 minutes
- Budget : 57 000 000 $
- Genre : Film dramatique, film de guerre
- Dates de sortie :
  - Royaume-Uni : 19 avril 2001 (avant-première mondiale)
  - Royaume-Uni : 4 mai 2001
  - France : 20 juin 2001
  - Belgique : 18 juillet 2001
  - États-Unis : 17 août 2001

## Distribution
- Nicolas Cage (V.F. : Jean-Michel Fête ; V.Q. : Benoit Rousseau[2]) : le capitaine Antonio Corelli
- Penélope Cruz (V.F. : Valérie Karsenti[3] ; V. Q. : Tania Kontoyanni) : Pelagia
- John Hurt (V.F. : Vania Vilers[4] ; V.Q. : Vincent Davy) : Dr Iannis
- Christian Bale (V.Q. : Daniel Picard) : Mandras
- Irène Papas (V.Q. : Anne Caron) : Drosoula
- David Morrissey : le capitaine Günther Weber
- Gerasimos Skiadaressis : M. Stamatis
- Aspasia Kralli (V.Q : Carole Chatel) : Mme Stamatis
- Michael Yannatos : Kokolios
- Viki Maragaki : Eleni
- Joanna-Daria Adraktas : Lemoni, jeune
- Ira Tavlaridis : Lemoni, plus âgée
- Katerina Didaskalu : la mère de Lemoni
- Emilios Chilakis : Dimitris
- Massimiliano Pazzaglia : le capitaine

## Production
C'est initialement Roger Michell qui devait réaliser le film. En raison de problèmes de santé, il est remplacé au pied levé par John Madden.
Le tournage a lieu sur l'île de Céphalonie en Grèce.

## Accueil

### Critique
Le film reçoit des critiques plutôt mitigées. Sur l'agrégateur américain Rotten Tomatoes, il récolte 28% d'opinions favorables pour 118 critiques et une note moyenne de 4,5⁄10. Le consensus du site résumé les critiques compilées : « La photographie est magnifique, mais le film prend des libertés avec l'histoire et le roman dont il a été adapté. La plupart du temps, le film échoue parce que la romance entre les protagonistes met la crédulité à l'épreuve et que l'histoire est en grande partie sans implication ». Sur Metacritic, il obtient une note moyenne de 36⁄100 pour 33 critiques.
En France, le film obtient une note moyenne de 2,5⁄5 sur le site AlloCiné, qui recense 13 titres de presse.

### Box-office
Produit pour un budget d'environ 57 millions de dollars, le film ne récolte que 62 millions de dollars au box-office.
| Pays ou région    | Box-office      | Date d'arrêt du box-office | Nombre de semaines |
| ----------------- | --------------- | -------------------------- | ------------------ |
| États-Unis Canada | 25 543 895 $    | 18 octobre 2001            | 9                  |
| France            | 155 020 entrées |                            | -                  |
| Total mondial     | 62 112 895 $    | -                          | -                  |